# Tetrastichus bellus
Tetrastichus bellus är en stekelart som beskrevs av T.C. Narendran och Girish Kumar 2006. Tetrastichus bellus ingår i släktet Tetrastichus och familjen finglanssteklar. Inga underarter finns listade i Catalogue of Life.